# Bartissol
Le Bartissol est une boisson apéritive appartenant à la catégorie des apéritifs à base de vin.

## Description
Titrant 16 % d'alcool, il se présente en trois variantes: tuilé, ambré et ambré hors d'âge.

## Histoire
Le Bartissol a été élaboré à Banyuls-sur-Mer par le député Edmond Bartissol en 1904. Il a reçu l'appellation Rivesaltes contrôlée après la Seconde Guerre mondiale.
Pendant les années 1950-60, une célèbre émission publicitaire, L'Homme des vœux, fut diffusée sur Radio Luxembourg, Radio Andorre et Radio Monte-Carlo et sponsorisée par Bartissol.
Cette marque appartient aujourd'hui à la société Pernod.